# Pasajul Bucur-Obor
Pasajul Bucur-Obor din București este un pasaj rutier subteran care permite trecerea autovehiculelor pe sub Piața Obor, preluând cele 4 benzi centrale, câte două pe fiecare sens, ale șoselei Ștefan cel Mare, pe care le conectează la partea opusă cu cele patru benzi centrale ale șoselei Mihai Bravu. Împreună cu pasajul suprateran de tramvai care îl dublează și cu pasajele pietonale aferente, el reprezintă una din cele mai importante lucrări de infrastructură de transport din capitală.

## Istoric

### Context
Pasajul Bucur-Obor este amplasat la intersecția a patru mari artere rutiere din București, Șoseaua Ștefan cel Mare, Șoseaua Mihai Bravu, Calea Moșilor și Șoseaua Colentina, și este poziționat aproape perpendicular pe acestea două din urmă. 
În anii 1950, aceasta era încă o zonă pitorească, în care pe Calea Moșilor funcționau nenumărate prăvălii de comercianți și mici meseriași, iar comerțul principal se desfășura în continuare lângă Halele Centrale. Din acest motiv circulația se desfășura cu mare greutate, fără respectarea regulilor și traversând ambuteiaje zilnice în care erau implicate autoturisme, autobuze, tramvaie, căruțe, motociclete și pietoni. Cheltuielile anuale cu consumul de combustibil, uzura tehnică a vehiculelor și pierderea de timp erau estimate la peste 15 milioane de lei la valoarea din acei ani.

### Proiectare și execuție

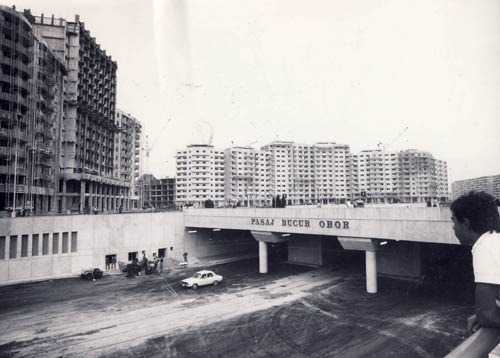
În timpul construcției.

În anii 1970 s-a decis reamenajarea totală a zonei și construirea unui pasaj subteran care să permită fluidizarea traficului. Sarcina a fost încredințată Institutul de Proiectări București, iar șeful proiectului pasajului Bucur-Obor a fost numit inginerul Gheorghe Constantin. Execuția, estimată să dureze 30 de luni, a fost încredințată Trustului de Construcții Industriale, iar lucrările s-au desfășurat cu închiderea totală a circulației. În paralel a fost reconfigurată total și arhitectura zonei, piața fiind lărgită și construindu-se blocuri de locuințe de dimensiuni mari.
Pasajul a fost finalizat după doar 15 luni, iar inaugurarea a avut loc pe 24 iulie 1979, în prezența președintelui comunist Nicolae Ceaușescu și a soției acestuia, Elena Ceaușescu. Dispoziția finală a pasajului cuprindea patru fire de circulație pentru autovehicule, câte două pe fiecare sens de mers, și două linii de tramvai prevăzute cu o stație subterană, dotată cu scări de acces către suprafață. Circulația pe direcția Șoseaua Colentina – Calea Moșilor a urmat să se facă în continuare la cota zero, în timp ce circulația pe relația Șoseaua Ștefan cel Mare – Șoseaua Mihai Bravu a fost introdusă în subteran. Tot subteran a fost realizată și o parcare cu o capacitate de 1140 de autovehicule, dispusă de o parte și de alta a căii de circulație. 
Pasajul a fost calculat pentru un trafic de 900 de vehicule pe oră, iar circulația pietonală a fost și ea redistribuită pe două niveluri, separat de fluxul auto. Deasupra pasajului au fost amenajate spații verzi și covoare florale și instalați stâlpi ornamentali pentru iluminat. Lucrările de drumuri au fost proiectate sub conducerea ing. Lidia Dobrescu, cele de rezistență sub conducerea ing. Siranuș Vasilache, instalațiile electrice de către ing. Radu Hera, cele de instalații sanitare, canalizare și alimentare cu apă de către inginerii B. Rauchwerger, Dorina Crîngași și Ana Muntean, iar proiectul de spații verzi și amenajare a pieței a fost realizat de arhitectul Valentin Donose.
Odată cu construcția magistralei 1 de metrou, liniile de tramvai au fost scoase la suprafață, fiind mutate pe bretelele laterale ale pasajului, iar fosta stație de tramvai a fost reconvertită în stație de metrou.

### Reabilitare și modernizare
O nouă reamenajare a pasajului și a întregii piețe a avut loc în anii 2007–2008, când au fost refăcute sistemul rutier și trotuarele, au fost așternute mixturi asfaltice pe o suprafață de aproximativ 37.000 m2, a fost instalat un sistem modern de management al traficului și modernizată rețeaua de iluminat public, plantați circa 6.000 m2 de gazon, 13.800 de plante ornamentale și 15 arbori. Lucrările cele mai complexe au vizat mutarea liniilor de tramvai de pe lateral în zona centrală a pasajului, pe un sistem de grinzi susținute pe estacade traversând întreaga intersecție. Stația de tramvai a fost amenajată pe rampa Mihai Bravu, care are o lungime de 152 m, din care 132 m estacadă și 20 m zid de sprijin. Cele două peroane ale stației au fost placate cu granit de 3 cm și acoperite cu policarbonat, iar protecția călătorilor este asigurată prin montarea de balustradelor din inox. Întregul traseu de tramvai construit pe direcția Șoseaua Ștefan cel Mare – Șoseaua Mihai Bravu are o lungime de 760 m, lungimea totală de cale simplă, care cuprinde și cele 12 aparate de cale, fiind de 2.329 km. Lățimea estacadei care susține liniile de tramvai este de 6,8 m, respectiv de 12 m în dreptul stației. Între stația de tramvai și cea de metrou a fost realizată o pasarelă pietonală specială.
Lucrările au fost executate de consorțiul de firme Tehnologica Radion, Metroul SA și Delta ACM 93 SRL și finalizate după doar 9 luni, față de cele 28 prevăzute în contractul de execuție. Acest lucru s-a datorat faptului că s-a lucrat 7 zile din 7 și 24 de ore din 24, indiferent de condițiile meteorologice. În perioada execuției, traficul a fost restricționat doar parțial. Cu toate acestea, atribuirea contractului către firma bucureșteană nu a fost lipsită de controverse, Tehnologica Radion fiind acuzată de o parte a presei că e apropiată de primarul de la acea vreme, Adriean Videanu, și că se prezintă la licitații cu prețuri de dumping pentru a câștiga lucrări, după care le majorează nejustificat în timpul execuției. De asemenea, durata oferită pentru realizarea proiectului tehnic, a caietelor de sarcini, documentației tehnico-economice, listelor de cantități și detaliilor de execuție a fost de doar o zi, în ciuda complexității acestora. O durată cât mai mică a fost unul din criteriile care favorizau câștigarea contractului de către firme. În 2008 și 2009, prin hotărâri de consiliu succesive, Primăria București a acordat sume de bani suplimentare constructorului, deși lucrarea era deja finalizată. Majorarea bugetului fusese decisă în timpul execuției, iar investiția a costat în final 53.202.057 lei.
Pe 17 august 2009 au fost demarate lucrări de instalare a unor scări rulante în pasajul pietonal Obor–Calea Moșilor, valoarea acestora fiind stabilită la 3,56 milioane lei. Ele s-au încheiat pe 28 noiembrie 2009 și au inclus și instalarea de platforme pentru persoanele cu dizabilități și camere de supraveghere.